# Leando
Leando és una concentració de població designada pel cens dels Estats Units a l'estat d'Iowa. Segons el cens del 2000 tenia 135 habitants.

## Demografia
Segons el cens del 2000, Leando tenia 135 habitants, 52 habitatges, i 38 famílies. La densitat de població era de 26,5 habitants/km².
Dels 52 habitatges en un 28,8% hi vivien nens de menys de 18 anys, en un 63,5% hi vivien parelles casades, en un 7,7% dones solteres, i en un 26,9% no eren unitats familiars. En el 25% dels habitatges hi vivien persones soles el 17,3% de les quals corresponia a persones de 65 anys o més que vivien soles. El nombre mitjà de persones vivint en cada habitatge era de 2,6 i el nombre mitjà de persones que vivien en cada família era de 3,13.
Per edats la població es repartia de la següent manera: un 23% tenia menys de 18 anys, un 10,4% entre 18 i 24, un 24,4% entre 25 i 44, un 23,7% de 45 a 60 i un 18,5% 65 anys o més.
L'edat mediana era de 39 anys. Per cada 100 dones de 18 o més anys hi havia 112,2 homes.
La renda mediana per habitatge era de 36.875 $ i la renda mediana per família de 36.250 $. Els homes tenien una renda mediana de 25.938 $ mentre que les dones 18.750 $. La renda per capita de la població era de 17.097 $. Cap de les famílies i el 5,7% de la població estaven per davall del llindar de pobresa.

## Poblacions més properes
El següent diagrama mostra les poblacions més properes.